# Sparassis ramosa
Sparassis ramosa är en svampart som beskrevs av Schaeff. Sparassis ramosa ingår i släktet Sparassis och familjen Sparassidaceae.   Inga underarter finns listade i Catalogue of Life.